# バイテレク
バイテレク (カザフ語: Бәйтерек, Bäyterek, "高い ポプラの木")は、カザフスタン共和国の首都アスタナにあるモニュメント兼展望塔である。外国人旅行者やカザフスタン共和国のひとびとにとって、人気のある観光場所であり、1997年にアスタナが首都となって以来首都の象徴となっている。

## デザイン
モニュメントは幸福を呼ぶ魔法の鳥と神話的な生命の樹に関する民話を具象化したものである。その鳥とは、サムルグといい、ポプラの木の2つの枝の間に卵を置くのである。
平らに広がる広場に立つ高さ105mの構造物である。細い円柱状の軸を中心に支柱となる白い多数の梁に囲まれており、支柱群は頂上付近で松明の炎のように開いていて、直径22mの金色の鏡できた球体（展望台:卵の部分）を支えている。基底部にはチケット売り場と展示スペースがあり、2つの昇降機が支柱に内蔵されていて、'卵'の中にある展望台と繋がっている。 入り口は視界の下にあり、展望塔を囲む広場から階段で降りたところにある。 
展望デッキは地上97mの地点にあり、'97'は、首都がアスタナに移転した1997年に対応している。展望デッキは2層からなり、ひとつは360度の展望があり、ヌルスルタンとその周辺を一望できる。その上の階は階段室で、最上階には独立カザフスタン共和国初代大統領 ヌルスルタン・ナザルバエフの金メッキの右手の手形が華やかな台座に象られている。銘版によると、観光客は望めば大統領の手形に手を置くことができる。手形は大統領宮殿を指し示している。手形と平行して、ヌルスルタンで数回開催された世界伝統宗教指導者会議を記念する木製の記念碑がある。これは、地球を中心に、16の放射状の木片が伸びている形をしている。

## フォト・ギャラリー

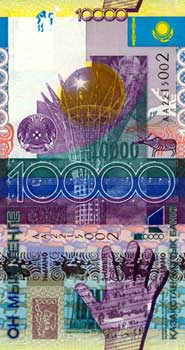
バイテレク・タワーが印刷されている10,000カザフスタン・テンゲ札
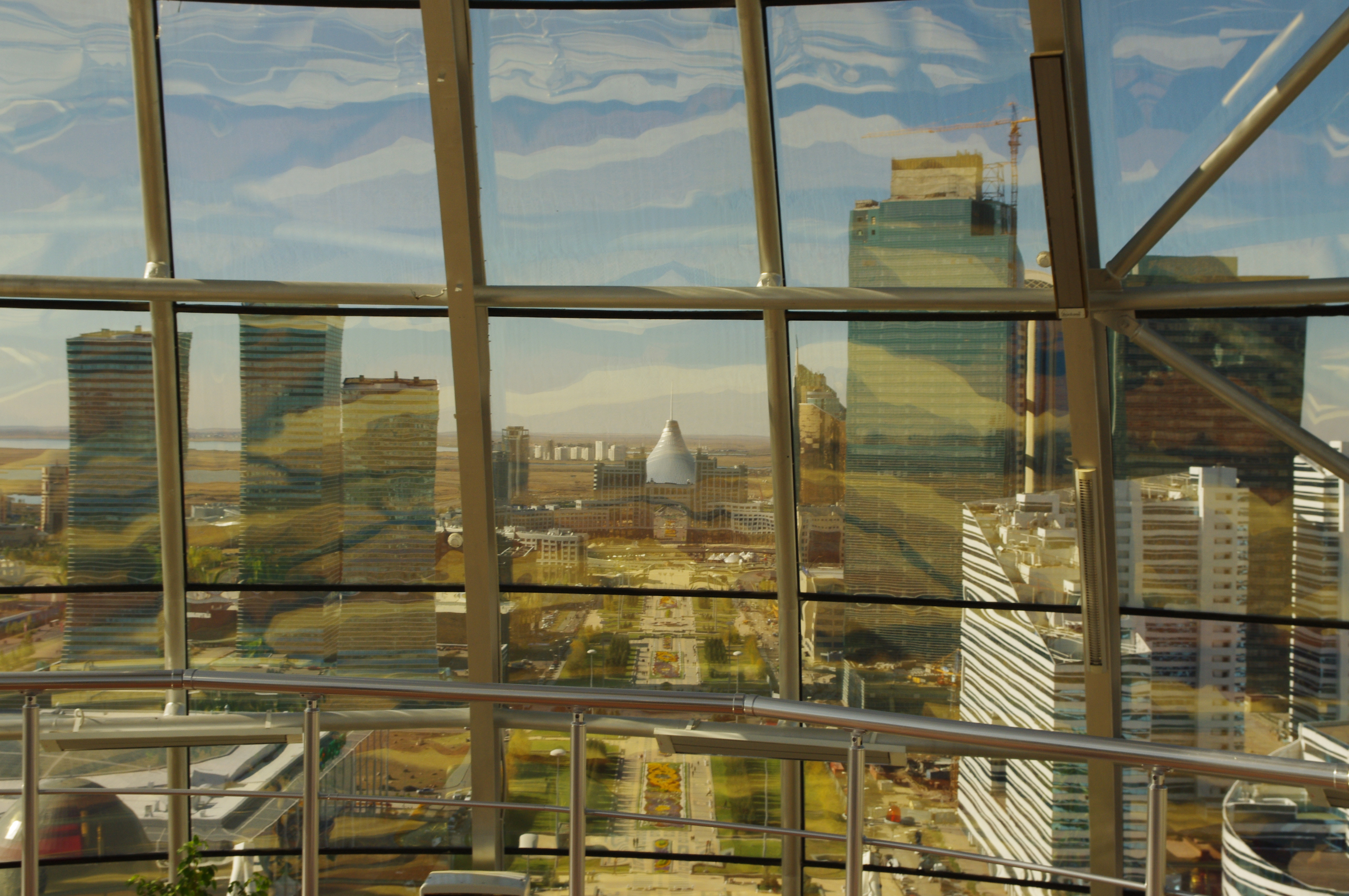
展望室